# Jean Baptiste Gambler 183
Jean Baptiste Gambler 183 är ett reservat i Kanada.   Det ligger i provinsen Alberta, i den centrala delen av landet, 2 800 km väster om huvudstaden Ottawa. Jean Baptiste Gambler 183 ligger vid sjön Calling Lake.
I omgivningarna runt Jean Baptiste Gambler 183 växer i huvudsak blandskog. Trakten runt Jean Baptiste Gambler 183 är nära nog obefolkad, med mindre än två invånare per kvadratkilometer.